# Lustrismo

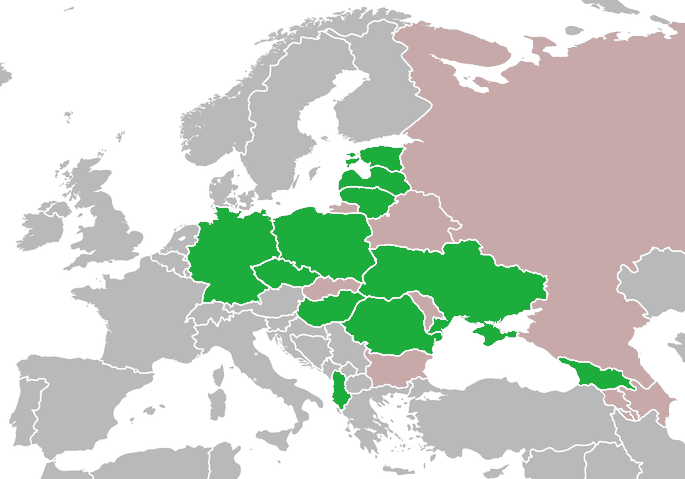
Paesi che hanno adottato politiche di lustrazione

Lustrismo (o lustrazione) è un neologismo con cui ci si riferisce all'ostracismo politico repressivo adottato nei Paesi post-comunisti a partire dagli anni novanta del secolo scorso contro coloro che avevano collaborato con le precedenti politiche negli Stati comunisti, nell'ambito della decomunistizzazione. In particolare hanno avuto rilevanza internazionale le iniziative dei fratelli Lech e Jarosław Kaczyński in Polonia, motivo per cui questa politica è chiamata anche Kaczismo (termine, però, più generale, che indica la politica, in complesso, dei due fratelli). 
Il termine deriva dal polacco lustracja, a sua volta derivante dal latino lustratio.
Il 15 marzo 2007 il governo Kaczyński emanò una legge per obbligare tutti quelli che ricoprono un incarico di interesse pubblico (membri del governo, funzionari, professori) a dichiarare eventuali passate collaborazioni con i servizi di sicurezza del regime comunista. L'obbligo riguardava le persone nate prima del 1º agosto 1972.
La politica fu ritenuta dagli oppositori foriera di un clima delatorio e di caccia alle streghe, tipico del maccartismo. Tra i più autorevoli oppositori vi fu l'europarlamentare polacco Bronisław Geremek, che si rifiutò di presentare la dichiarazione. Nel maggio 2007 la corte costituzionale polacca dichiarò incostituzionale la legge. Sull'episodio Sergio Romano scrisse:
( Sergio Romano, Ricordo di Geremek patriota polacco ed europeo, in Corriere della Sera, 27 aprile 2009.)
In seguito, politiche o leggi di stampo lustrista sono state proposte o applicate anche in altri Paesi dell'ex blocco orientale. In Ucraina, dopo le proteste di Euromaidan del 2014 è stata promulgata una legge, denominata "A proposito del ripristino della fiducia al potere giudiziario in Ucraina", riguardante il lustrismo dei funzionari pubblici. Anche diversi oppositori russi hanno inserito il lustrismo nei loro programmi, ad esempio Aleksej Naval'nyj e il gruppo Solidarnost', sostenendo la rimozione dalla vita pubblica di chi abbia avuto incarichi sotto l'URSS o sotto l'attuale regime di Vladimir Putin. Alcune politiche di lustrismo sono state adottate anche in Estonia, Lettonia, Lituania, Repubblica Ceca, Georgia, Ungheria, Albania, Romania, Germania (nei confronti dei funzionari comunisti della Repubblica Democratica Tedesca).